# Pablo Podio
Pablo Joaquín Podio (La Playosa, Córdoba, 7 de agosto de 1989) es un futbolista argentino. Se desempeña como mediocampista en el Kyzyl-Zhar, de la Liga Premier de Kazajistán.

## Trayectoria
Dio sus primeros pasos futbolísticos en el baby fútbol de Playosa Sportivo Club, y luego pasó por Alem y Asociación Española, todos clubes de su ciudad natal. Siendo adolescente hizo pruebas en Racing y Lanús, pero no conformó a los entrenadores.
En 2006 un grupo de ojeadores del Inter de Milán desembarcaron en la Argentina para reclutar a un joven talento local con la intención de incorporarlo a su cantera. El proceso fue emitido como un programa de televisión titulado El Inter te busca, transmitido por Canal 9. Podio terminó siendo el beneficiado de la búsqueda.
Se unió al Inter recién en el verano de 2007. Dado que -a través del programa Inter Campus- el club italiano tenía una vinculación con el club eslovaco Podbrezová, Podio terminó siendo cedido a esa institución, haciendo su debut como profesional en 2008.
En junio de 2017 fue fichado por el Zlín, un equipo de la Liga de Fútbol de la República Checa. Sin embargo, luego de un semestre casi sin ver acción, fue cedido a préstamo al Keshla FK la Liga Premier de Azerbaiyán. Concluida la temporada azerí, regresó al Zlín, donde jugaría un año y medio más teniendo esta vez muchas más oportunidades para pisar el terreno de juego.
A comienzos de 2020 se unió al FC Irtysh de la Liga Premier de Kazajistán. La desaparición del equipo unos meses después le permitió a otro club kazajo, el Kyzyl-Zhar, ofrecerle un contrato.

## Clubes
| Club       | País            | Año           |
| ---------- | --------------- | ------------- |
| Podbrezová | Eslovaquia      | 2008-2017     |
| Zlín       | República Checa | 2017          |
| Keshla FK  | Azerbaiyán      | 2018          |
| Zlín       | República Checa | 2018-2019     |
| FC Irtysh  | Kazajistán      | 2020          |
| Kyzyl-Zhar | Kazajistán      | 2020-presente |